# Johann Adam Ehrlich
Johann Adam Ehrlich (* 24. November 1703 in Wachbach bei Mergentheim; † 8. März 1784 ebenda) war ein süddeutscher Orgelbauer und Instrumentenmacher des Barock sowie der Gründer einer großen Orgelbauerdynastie. Im Nebenerwerb war Ehrlich in der Landwirtschaft und als Winzer tätig.

## Leben
Ehrlich ließ sich in Wachbach 1732 als Orgel- und Instrumentenmacher nieder. Im Jahre 1741 wurde er mit einem Orgelneubau für die Stadtkirche in Neuenstadt am Kocher beauftragt. Daneben baute Ehrlich viele kleinere Orgeln für die Dorfkirchen der Umgebung.
1747 begann er einen Orgelneubau für die evangelische Wimpfener Stadtkirche. Fertiggestellt wurde das Instrument ein Jahr später. 1749 fing Ehrlich mit dem Bau seiner wohl größten Orgel im Dominikanerkloster zu Wimpfen an. Zum Fest Maria Himmelfahrt 1752 war die neue Orgel für die Dominikanerkirche „vollkommentlich verfertiget und auf dieses Fest ganz gebrauchet und geschlagen wordten“.
1764 schrieb der Orgelsachverständige, Präzeptor Kraußlich, in seinem Gutachten über Kostenvoranschläge zur Reparatur der Wiegleb-Orgel in Öhringen: „Die Arbeit des Orgelmachers Ehrlich von Wachbach ist überall beliebt, dauerhaft und gut. Von großen Werken stehen von ihm zwei in Wimpfen am Berg und zu Schwäbisch Gmünd, von kleineren aber viele in der Nachbarschaft, welche insgesamt wegen ihrer Güte sehr gelobt werden.“
Die letzte Orgel aus der Hand Ehrlichs war 1780 für die Evangelische Stadtkirche in Waldenburg bestimmt; sie musste jedoch von seinem Sohn Johann Bernhard Ehrlich vollendet werden. Am 8. März 1784 verstarb Johann Adam Ehrlich im Alter von knapp 81 Jahren.
Johann Adam Ehrlich hat neben zahlreichen Orgelreparaturen und -Teilerneuerungen mehr als vierzig Orgeln im süddeutschen Raum geschaffen. Nur wenige dieser Instrumente sind heute noch erhalten.

## Werkliste (Auswahl)
| Jahr | Ort                  | Gebäude                   | Bild | Manuale | Register | Bemerkungen |
| ---- | -------------------- | ------------------------- | ---- | ------- | -------- | --- |
| 1739 | Sindolsheim          | Ev. Kirche                |      |         |          | |
| 1741 | Neuenstadt am Kocher | Nikolauskirche            |      | I/P     | 12       | 1891 um ein Unterpositiv erweitert, das 1963 in ein Rückpositiv umgebaut wurde. Der Zustand von 1741 wurde wiederhergestellt.                                                                                               |
| 1742 | Unterschüpf          | Ev. Kirche                |      | II/P    | 21       | in veränderter Form erhalten |
| 1747 | Bad Wimpfen          | Stadtkirche (Bad Wimpfen) |      | II/P    | 23       | Bevor die im Stil des Rokoko verzierte Orgel an ihrem heutigen Platz auf der Westempore aufgestellt wurde, befand sie sich auf einem heute nicht mehr erhaltenen Lettner vor dem Chor. Sie ist nahezu unverändert erhalten. |
| 1748 | Dainbach             | Ev. Kirche                |      | I/P     | 10       | |
| 1750 | Großeicholzheim      | Ev. Kirche                |      | I/P     | 8        | |
| 1752 | Bad Wimpfen          | Dominikanerkirche         |      | II/P    | 34       | |
| 1754 | Neckargerach         | Ev. Kirche                |      | I/P     | 10       | |
| 1754 | Wolframs-Eschenbach  | Liebfrauenmünster         |      | I/P     | 14       | |
| 1758 | Bobstadt (Boxberg)   |                           |      |         |          | |
| 1768 | Künzelsau            | Ev. Stadtkirche           |      |         |          | |
| 1771 | Kirchensall          | Marienkirche              |      | II/P    | 14       | 1921 Innenwerk weitgehend durch Walcker ersetzt; 1979 rekonstruiert durch Kurt Oesterle → Orgel |
| 1772 | Crispenhofen         |                           |      |         |          | |
| 1780 | Waldenburg           | Ev. Stadtkirche           |      |         |          | |